# Frans van Mieris le Jeune
Frans van Mieris le Jeune est un peintre et historien néerlandais, fils de Willem van Mieris, né à Leyde en 1689 et mort dans la même ville en 1763. 

## Biographie
Il devient, sous la direction de son père, un peintre distingué, mais exécute peu d’ouvrages et s’occupe surtout de sciences et d’arts. Jouissant d’une grande fortune, il en emploie une partie à former une collection considérable d’objets curieux. C’est un laborieux investigateur d’archives et un érudit, à qui l’on doit de nombreux ouvrages pour la plupart écrits en hollandais. 
Les principaux sont : Description des sceaux épiscopaux et des monnaies des évêques d’Utrecht (Leyde, 1776, in-8°) ; Histoire et antiquités ecclésiastiques des sept Provinces-Unies (Leyde, 1726, 6 vol. in-fol.) ; Histoire des princes de la maison de Bavière, de Bourgogne et d’Autriche qui ont été souverains dans tes Pays-Bas (Leyde, 1739, 3 vol. in-fol.) ; Chronique de Hollande (Leyde, 1746) ; Chronique d’Anvers (Leyde, 1743) ; le Grand livre des chartes des comtes de Hollande (Leyde, 1753, 4 vol. in-fol.) ; Traité de la manière de compiler et d’écrire l’histoire (1757, in-8°) ; Privilèges et monuments authentiques de la ville de Leyde (1759, in-fol.). 
Comme peintre, il a surtout travaillé dans la manière de son grand-père, Franz Mieris le Vieux. On a de lui : à la pinacothèque de Munich, un Marchand de poisson, spirituelle composition tout à fait dans le goût, du maître de Leyde ; au musée d’Amsterdam, un Ermite, imité de son père, Wilhelm ; au musée de Rotterdam, autre Marchand de poisson. Ses deux meilleures toiles, d’après Waagen, sont au musée de Cassel : un Boulanger et sa femme, une Fripière et son garçon.

## Source
« Frans van Mieris le Jeune », dans Pierre Larousse, Grand dictionnaire universel du XIXe siècle, Paris, Administration du grand dictionnaire universel, 15 vol., 1863-1890 [détail des éditions].